# Belatacept
Belatacept – lek biologiczny o działaniu immunosupresyjnym, selektywny inhibitor kostymulacji limfocytów T. Jest to rozpuszczalne białko fuzyjne złożone ze zmodyfikowanej domeny zewnątrzkomórkowej antygenu-4 związanego z ludzkim limfocytem T cytotoksycznym (CTLA-4), połączonej z fragmentem części Fc ludzkiej immunoglobuliny G1. W regionie wiążącym ligand wprowadzono substytucję dwóch aminokwasów (L104 na E; A29 na Y). Belatacept jest podobny do innego białka fuzyjnego CTLA-4, Abataceptu. Abatacept różni się od belataceptu dwoma aminokwasami w domenach wiążących CD80/CD86. Belatacept został opracowany w laboratoriach firmy Bristol-Myers Squibb, nazwa handlowa preparatu zawierającego lek to Nulojix.

## Wskazania do stosowania
Profilaktyka odrzucania przeszczepu u dorosłych po przeszczepieniu nerki w skojarzeniu z kortykosteroidami i kwasem mykofenolowym (MPA).

## Mechanizm działania
Wiąże się z receptorami CD80 i CD86 na komórkach prezentujących antygen łatwiej, niż naturalna
cząsteczka CTLA4, z której się wywodzi. Blokuje w ten sposób zależną od CD28 kostymulację limfocytów T i hamuje ich aktywację, dając odpowiedni poziom immunosupresji, niezbędny do przeciwdziałania zależnemu od układu immunologicznego odrzucaniu alloprzeszczepu. Aktywowane limfocyty T są głównymi mediatorami odpowiedzi immunologicznej w przeszczepionej nerce.

## Działania niepożądane
Zwiększa podatność na zakażenia oportunistyczne i gruźlicę.